# Оскуја
Оскуја (рус. Оску́я) река је на северозападу европског дела Руске Федерације, и протиче преко преко северних делова Новгородске области. Десна је притока реке Волхов, те део басена реке Неве и Балтичког мора.
Река Оскуја извире на рубним деловима Валдајског побрђа у Амељниковској мочвари, на самој граници између Љубитинског и Маловишерског рејона, док јој се ушће налази на подручју Прииљмењске низије на територији Чудовског рејона. Укупна дужина водотока је 114 km, док је површина сливног подручја око 1,470 km².
Најважније притоке су Комариха, Обујка, Осинка, Шарја и Танца.